# Orion Autobus

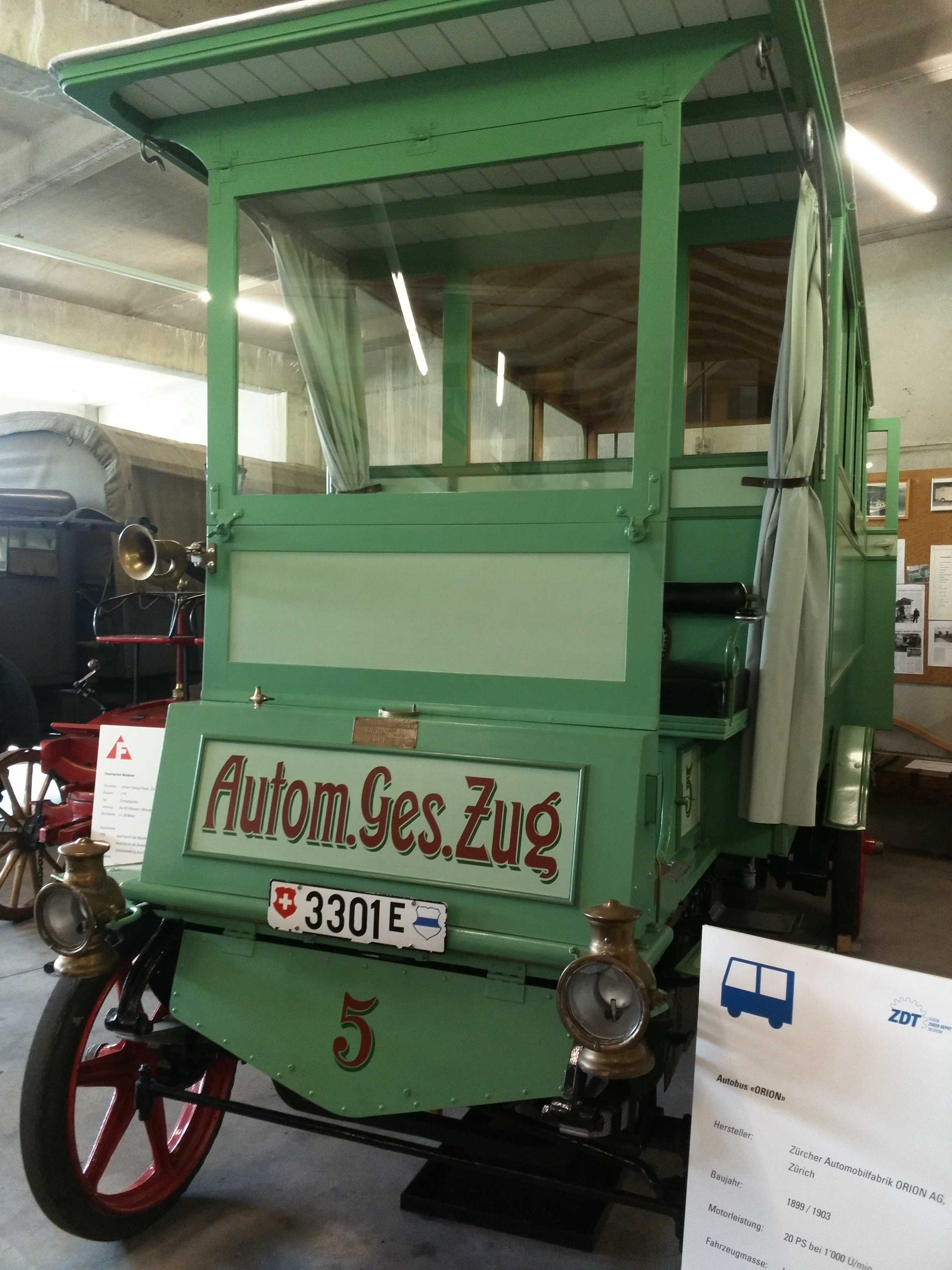
Orion Bus Front

Der Orion Autobus ist ein Bus des Schweizer Herstellers Automobilfabrik Orion aus Zürich.

## Geschichte und technische Daten
Die Orion Autobusse wurden 1899 bis 1903 bei den Orionwerken gebaut. Sie boten 12 Sitzplätze für Passagiere. Der Einstieg für den Passagierraum befindet sich am Heck. Das Fahrzeug ist mit vier Vollgummireifen ausgestattet.
Im August 1904 wurde mit Orion-Bussen ein Automobilkurs von der Aktiengesellschaft für Automobilverkehr im Kanton Zug von Zug über Hinterburg nach Menzingen eingerichtet, Anfang Oktober wurde zudem ein Automobilkurs ins Ägerital angeboten, der am 1. November 1905 auch die Postkurse übernahm. Die Strecken wurden auf Zug – Baar – Menzingen und auf Zug – Unterägeri – Oberägeri ausgebaut. Jedoch lösten 1913 die Strassenbahnen die Automobilkurse ab, denn die Orion-Autobusse waren noch nicht zuverlässig und mit ihren Vollgummirädern auf der ungeteerten Strasse nicht bequem – die Strassenbahn versprach dagegen eine Qualitätssteigerung.
Ein Orion Autobus war im Verkehrshaus Luzern eingelagert, er wurde vom Orion Club restauriert und ist seit dem 1. April 2000 ein Exponat im Zuger Depot Technikgeschichte.

## Daten
| Motorenleistung | 15 kW (20 PS) bei 1'000/min. |
| Länge           | 5'000 mm                     |
| Breite          | 1'900 mm                     |
| Höhe            | 3'100 mm                     |

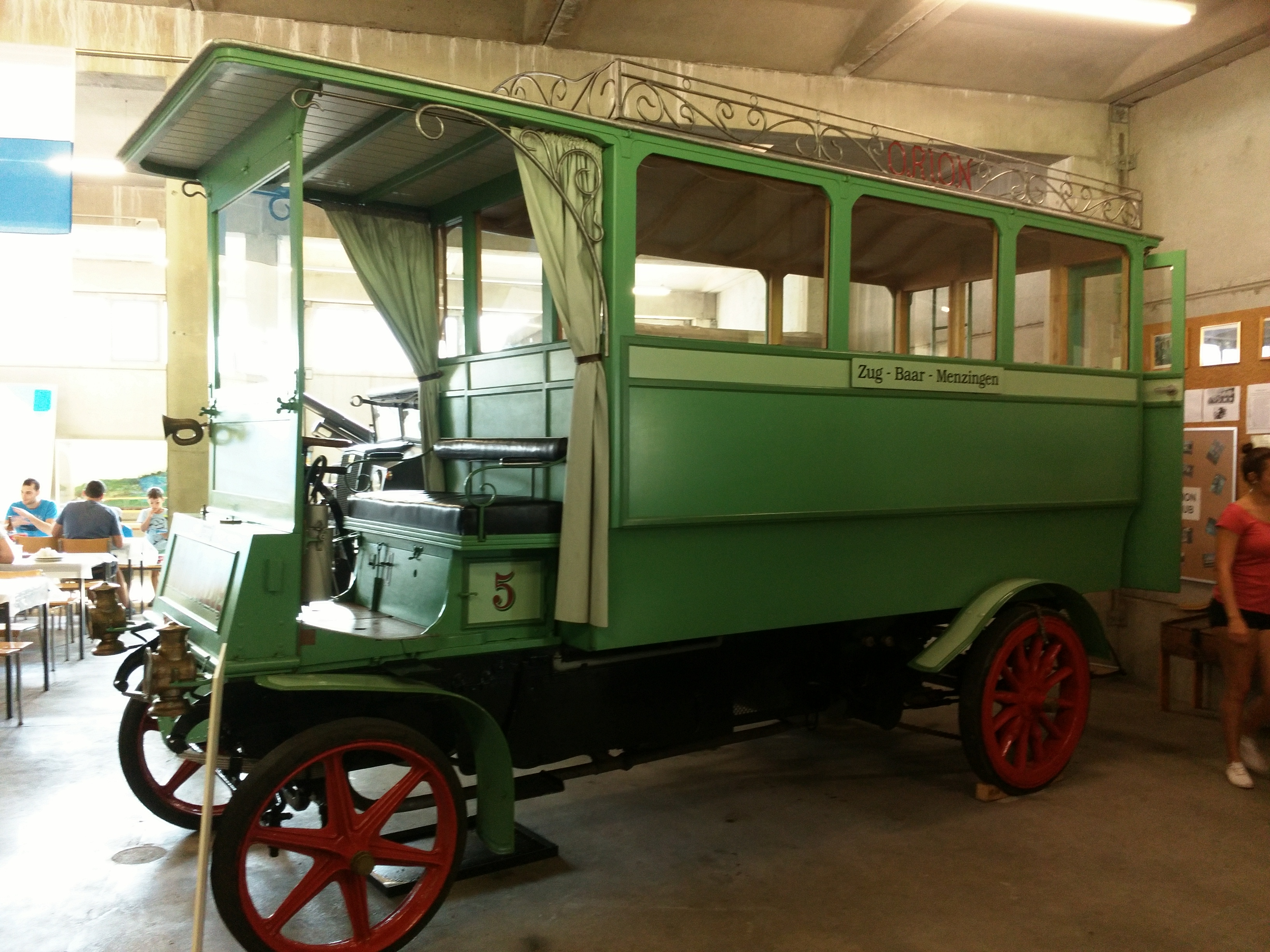
Seitenansicht links
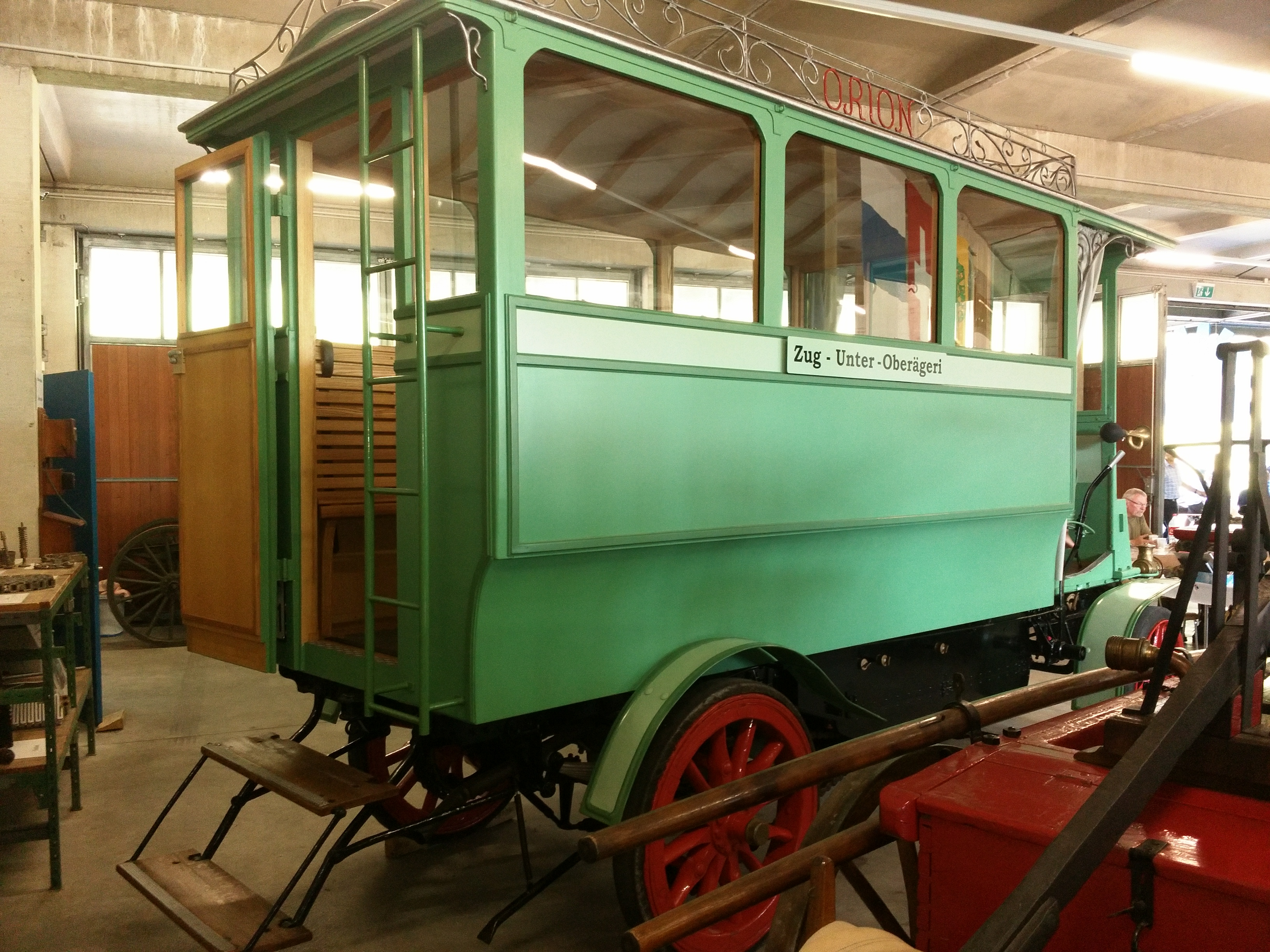
Seitenansicht rechts
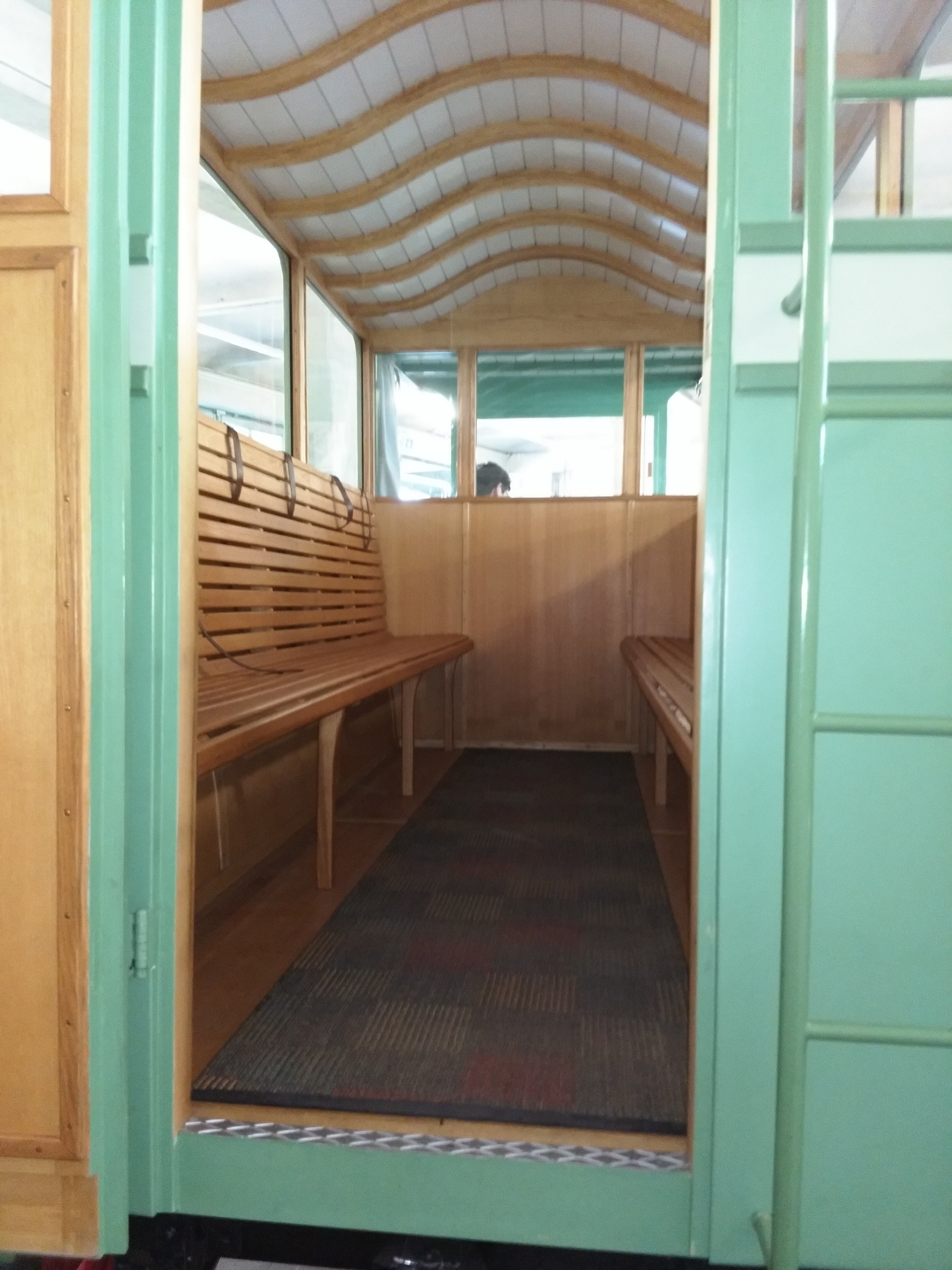
Fahrgasttür
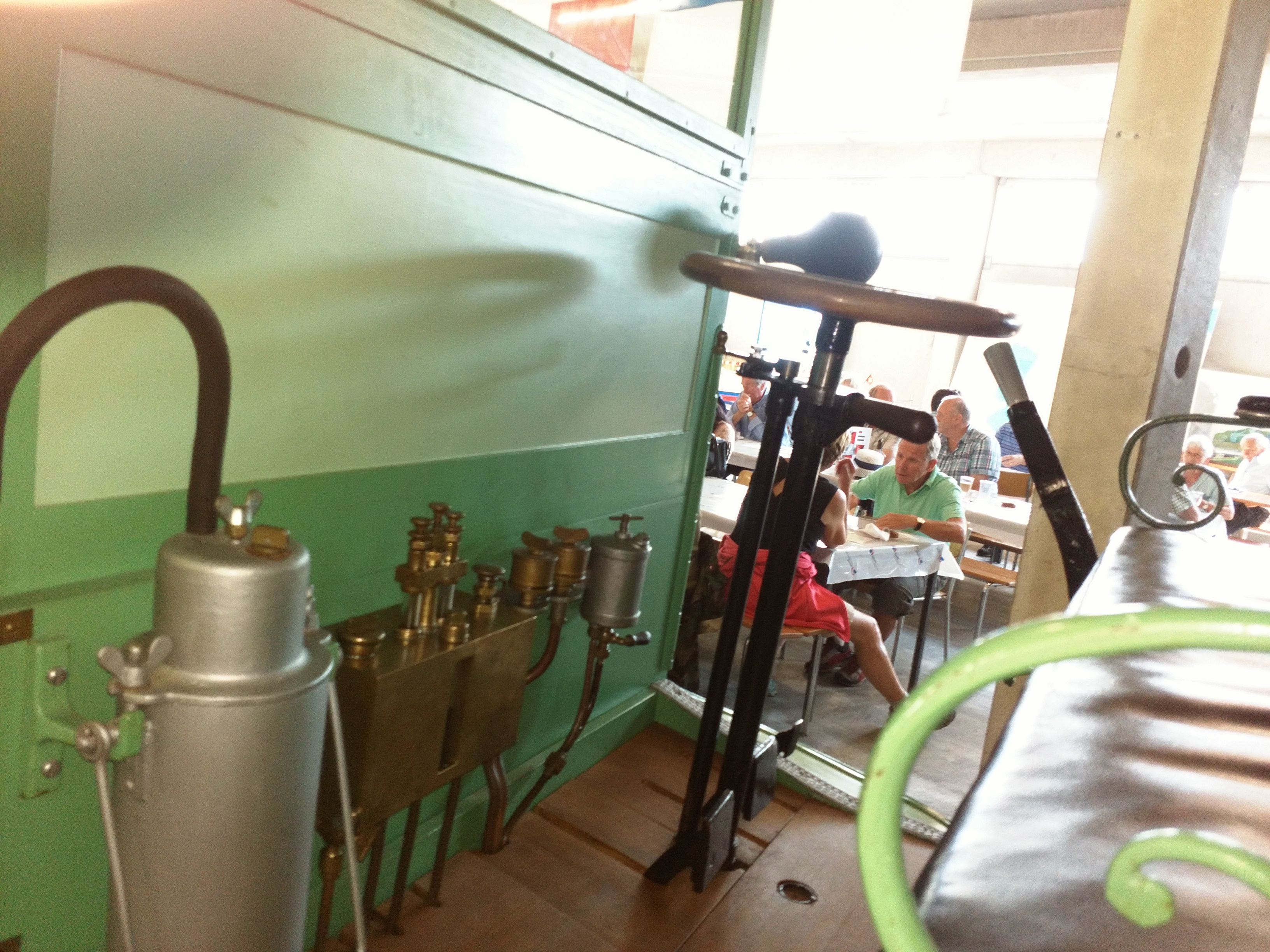
Fahrstand

## Referenzen
- Der Omnibus «Orion»
- Sandro Sigrist: Elektrische Strassenbahnen im Kanton Zug. Prellbock, Leissigen 1997, ISBN 3-907579-04-6